# Retrat de Jennie
Retrat de Jennie (títol original: Portrait of Jennie) és una pel·lícula sobrenatural estatunidenca de 1948 basada en la novel·la de 1940 de Robert Nathan. La pel·lícula va ser dirigida per William Dieterle i produïda per David O. Selznick. És protagonitzada per Jennifer Jones i Joseph Cotten. A la 21a edició dels Premis de l'Acadèmia, va guanyar un Oscar als millors efectes especials (Paul Eagler, Joseph McMillan Johnson, Russell Shearman i Clarence Slifer; Efectes audibles especials: Charles L. Freeman i James G. Stewart). Joseph H. August també va ser nominat a l'Oscar a la millor fotografia en blanc i negre. Està doblada al català.

## Argument
L'any 1934, el pintor empobrit Eben Adams coneix una petita nena anomenada Jennie Appleton a Central Park, Manhattan. Porta roba antiga. Fa un esbós d'ella de memòria que ensenya a la marxant d'art Miss Spinney, que veu potencial en ell. Això l'inspira a pintar un retrat de Jennie.
Eben torna a trobar-se amb Jennie a intervals intermitents. Curiosament, sembla que està creixent molt més ràpidament del que és humanament possible. Aviat s'enamora bojament d'ella, però queda desconcertat pel fet que sembla estar vivint esdeveniments que ell descobreix que van passar moltes dècades abans, com si acabessin de passar. Finalment, s'assabenta de la misteriosa veritat sobre Jennie i encara que es produeix una tragèdia inevitable, ella continua sent una inspiració per a la vida i l'art d'Eben, i la seva carrera fa un repunt notable, començant amb el seu Retrat de Jennie més famós.

## Repartiment
- Jennifer Jones com Jennifer "Jennie" Appleton
- Joseph Cotten com Eben Adams
- Ethel Barrymore com Miss Spinney
- Lillian Gish com Mother Mary
- Cecil Kellaway com Matthews
- David Wayne com Gus O'Toole
- Albert Sharpe com Moore
- Henry Hull com Eke
- Florence Bates com Mrs. Jekes
- Clem Bevans com Capt. Cobb
- Brian Keith com patinador sobre gel (sense acreditar)
- Nancy Davis com adolescent a la galeria d'art (sense acreditar)
- Anne Francis com adolescent a la galeria d'art (sense acreditar)
- Nancy Olson com adolescent a la galeria d'art (sense acreditar)
- Robert Dudley com vell mariner (sense acreditar)

## Producció
El llibre en què es va basar la pel·lícula va cridar per primera vegada l'atenció de David O. Selznick, que el va comprar pensant en Jennifer Jones.
El rodatge va començar a principis de 1947 a la ciutat de Nova York i Boston, però Selznick no estava satisfet amb els resultats i va programar re-filmacions, així com contractar i acomiadar cinc guionistes diferents abans que la pel·lícula es completés l'octubre de 1948.
El tiroteig de Nova York va permetre a Selznick utilitzar Albert Sharpe i David Wayne, que tots dos apareixien a l'escenari a Finian's Rainbow, donant un toc irlandès als personatges i a la pintura del bar que no estava a la novel·la de Nathan.
Tot i que Retrat de Jennie era una fantasia, Selznick va insistir a filmar ubicacions reals a Massachusetts i la ciutat de Nova York (Central Park, The Cloisters i el Metropolitan Museum of Art), cosa que va augmentar dràsticament els costos de producció de la pel·lícula. La revisió important de la pel·lícula va arribar quan Selznick va afegir una seqüència de colors tenyits per a les escenes finals. El pla final de la pintura, que apareix just abans dels crèdits, es va presentar en Technicolor de tres tires.
Retrat de Jennie era molt inusual per a la seva època, ja que no tenia crèdits inicials com a tal, excepte el logotip de Selznick Studio. Tots els altres crèdits apareixen al final. Abans que comenci la pel·lícula pròpiament dita, el narrador anuncia el títol (després de fer un pròleg parlat, diu: "I ara, 'Retrat de Jennie'").
El retrat de la Jennie (Jennifer Jones) va ser pintat per l'artista Robert Brackman. El quadre es va convertir en una de les possessions més preuades de Selznick i es va mostrar a casa seva després que es va casar amb Jones el 1949.
La pel·lícula presenta la cinematografia atmosfèrica de Joseph H. August, que captura l'obsessió del personatge principal per Jennie, als voltants d'una Nova York hivernal. August va rodar moltes de les escenes a través d'un llenç, fent que les escenes semblin pintures reals. August, que va utilitzar moltes lents de l'era del cinema mut, va morir poc després de completar la pel·lícula. Va ser nominat pòstumament a un Oscar a la millor fotografia.
Dimitri Tiomkin va utilitzar temes de Claude Debussy, entre ells Prélude à l'après-midi d'un faune ', els dos arabescos, "Nuages" i "Sirènes" de Nocturnes i La fille aux cheveux de lin, amb l'addició de "Jennie's Theme" de Bernard Herrmann a una cançó que apareix al llibre de Nathan ("D'on vinc, ningú ho sap, i on vaig anar tothom va"), utilitzant un theremin. A Herrmann se li van assignar les tasques de composició originals per a la pel·lícula, però va marxar durant el seu programa de rodatge ampliat.
Al guió original apareix una escena de Jennie i Eben fent un pícnic després de presenciar la cerimònia al convent. Va ser filmat però es va esborrar quan semblava que els cabells de Jennie s'estaven barrejant amb l'arbre al seu costat. Una altra escena que presentava a Jennie fent una dansa, coreografiada per Jerome Robbins, que va trigar més de deu dies a filmar-se, però no es va utilitzar en la pel·lícula completa.

## Recepció
Quan Retrat de Jennie es va estrenar el desembre de 1948, no va ser un èxit, però avui es considera un clàssic del gènere fantàstic amb un 91% de valoració a Rotten Tomatoes. En el seu llançament, el crític del New York Times Bosley Crowther el va qualificar de "deficient i decebedor en l'extrem"; però els crítics de Variety van trobar que la història estava "explicada amb estil, gust i dignitat". Els crítics de cinema posteriors també han elogiat la pel·lícula. Leslie Halliwell va escriure que va ser "presentat amb una gran persuasivitat per un equip d'actors i tècnics de primer nivell". El cineasta surrealista espanyol Luis Buñuel va incloure la pel·lícula a la seva llista dels 10 millors de tots els temps.
"Portrait of Jennie", la cançó titular escrita per J. Russell Robinson, es va convertir posteriorment en un èxit de Nat King Cole. Un enregistrament d'EmArcy Records (MG-36005), Clifford Brown with Strings (gravat el 18, 19 i 20 de gener de 1955) inclou el trompetista de jazz Clifford Brown interpretant "Portrait of Jenny". Encara que aquesta versió instrumental de la cançó va ser organitzada per Neal Hefti per a la data, la línia melòdica s'acosta a la que Nat King Cole havia gravat el 1948. El trombonista de jazz J. J. Johnson va gravar una versió instrumental per a Blue Note Records el 1955, i una amb acompanyament de cor per al seu àlbum de 1960 Trombone and Voices . La cançó va ser reversionada el 1958 pel pianista Red Garland a Manteca, i de nou el 1966 pel trompetista de jazz Blue Mitchell en el seu Bring It Home to Me. Rob McConnell i el Boss Brass van gravar una versió de "Portrait of Jenny" escoltada àmpliament a les emissores de ràdio de jazz al seu LP de 1976 The Jazz Album amb Guido Basso .
L'actuació de Joseph Cotten com Eben Adams va guanyar el Premi Internacional al Millor Actor al Festival Internacional de Cinema de Venècia de 1949.

## Adaptacions
Portrait of Jennie es va presentar al programa de ràdio Academy Award el 4 de desembre de 1946. Joan Fontaine va protagonitzar l'adaptació. Lux Radio Theatre va presentar una adaptació d'una hora de la pel·lícula el 31 d'octubre de 1949, protagonitzada de nou per Joseph Cotten, però aquesta vegada amb Anne Baxter en el paper de Jennie.